# StarCraft: Brood War
StarCraft: Brood War este o expansiune a jocului video RTS științifico-fantastic militar StarCraft. Lansat în 1998 pentru Microsoft Windows și Mac OS, a fost co-dezvoltat de Saffire și Blizzard Entertainment. Pachetul de expansiune introduce noi campanii, noi suprafețe de teren pentru hărți, muzică, unități noi pentru fiecare rasă și alte upgrade-uri. Campaniile continuă mai departe povestea din originalul StarCraft, iar sequelul StarCraft II: Wings of Liberty continuă povestea din Brood War. Expansiunea a fost lansată în Statele Unite la  30 noiembrie 1998.

## Fundal

### Poveste
Povestea din Brood War este prezentată prin manualul său de instrucțiuni, informările pentru fiecare misiune și conversațiile din cadrul misiunilor în sine, împreună cu utilizarea scenelor cinematografice la sfârșitul fiecărei campanii. Jocul în sine este împărțit în trei noi episoade, unul centrat pe fiecare rasă.
În primul episod, Aldaris, Zeratul și Artanis proaspăt promovat lucrează pentru evacuarea Protoșilor supraviețuitori din lumea lor de origine Aiur devastată printr-o poartă warp spre lumea de origine a templierilor întunecați (dark templar), Shakuras, unde se întâlnesc cu matriarhul templierului întunecat, Raszagal. Cu toate că Zergii sunt capabili să urmărească Protoșii către Shakuras, Raszagal informează supraviețuitorii despre un templu Xel'Naga de la suprafața planetei care are puterea de a curăța planeta de Zergii de la suprafață dacă este activat. Cu Zeratul și Artanis, cu reticență în parteneriat cu Sarah Kerrigan, care îi informează despre un nou Overmind care se dezvoltă pe Char, jucătorul li se alătură într-o operațiune pentru a recupera două cristale cheie (Khalis și Uraj) necesare pentru a opera templul. La întoarcerea lor, este dezvăluit că Aldaris a început o răscoală împotriva templierilor întunecați datorită alianței lor cu Kerrigan. Răscoala este zdrobită, iar Aldaris este ucis de Kerrigan, care dezvăluie că motivele ei sunt de a asigura distrugerea cerebralilor Zerg pe Shakuras, astfel încât ea să poată controla Zerg însuși înainte de a pleca de pe planetă. În ciuda faptului că activarea templului va îndeplini obiectivele lui Kerrigan, Zeratul și Artanis continuă cu altă alegere, eliminând Zergii de pe suprafața lui Shakuras.
În cel de-al doilea episod, jucătorul conduce incursiunile inițiale ale UED - United Earth Directorate (Directoratul Unit al Pământului) împotriva Dominionului Terran. La întâlnirea cu Samir Duran, vice-amiralul flotei, Alexei Stukov, îl numește pe Duran consilier special. UED descoperă în curând un „disrupter psi” - un dispozitiv capabil să perturbeze comunicările Zerg - pe fosta capitală confederată Tarsonis.  Cu toate că Duran îl convinge pe amiralul Gerard DuGalle să distrugă dispozitivul anti-Zerg, forțele lui Stukov îl scapă pe Duran în ultimul moment. UED merge spre lumea tronului Dominionului, Korhal IV, unde jucătorul învinge armatele împăratului Arcturus Mengsk, deși Mengsk este salvat de o flotă Protoss comandată de Jim Raynor. UED îi urmărește pe Raynor și pe Mengsk spre lumea natală Protoss Aiur, dar cei doi scapă de atacul masiv al UED atunci când Duran își retrage inexplicabil forțele din poziție și permite Zergilor să intervină în operațiune. După ce a înțeles că invazia UED i-a determinat pe Mengsk, Raynor și Protoss să se unească împotriva unui dușman comun, Stukov își dă seama că acțiunile lui Duran și atacul Zergilor erau prea mult pentru a fi o coincidență - Zergii sunt de asemenea aliați cu Dominionul Terran iar protoșii și Duran colaborează să submineze UED. În timp ce Stukov preia un contingent de trupe și reconstruiește perturbatorul psi pe Braxis, DuGalle nu știe intențiile sale și devine convins că este un trădător. Jucătorul îl ajută pe Duran să-l vâneze pe Stukov în interiorul perturbatorului psi, dar înainte de a muri, Stukov îi dezvăluie lui DuGalle că Duran este adevăratul inamic. Duran fuge după ce jucătorul zădărnicește încercarea de a sabota disrupterul psi. Folosind capabilitățile acestuia, DuGalle și UED sunt capabili să atace lumea Zerg Char și să preia controlul noului Overmind care crește acolo.
În secțiunea finală Brood War jucătorul trebuie să o ajute pe Sarah Kerrigan să învingă UED. Odată ce Overmind a căzut sub comanda UED, toate operațiunile dintre facțiunile native din sector sunt deteriorate, inclusiv forțele lui Kerrigan. Pentru a începe campania împotriva forțelor Directoratului, Kerrigan și Samir Duran formează o alianță reticentă cu Jim Raynor, pretorul Protoss Fenix și Arcturus Mengsk pentru a distruge perturbatorul psi. După distrugerea perturbatorului psi, jucătorul conduce forțele lui Kerrigan într-un asalt pe scară largă asupra planetei Korhal, înlăturând rapid stăpânirea UED asupra planetei. După aceea, Kerrigan își trădează aliații, distrugând un număr mare de forțe ale Dominionului și ucigând atât pe Fenix, cât și pe Edmund Duke, mâna dreaptă a lui Mengsk. Supărat pe trădarea lui Kerrigan, Raynor promite că o va ucide într-o zi și apoi se va retrage. Kerrigan călătorește cu Duran pe Shakuras și o răpește pe Raszagal, pe care o folosește pentru a-l șantaja pe Zeratul pentru uciderea Overmind-ului de pe Char, punând astfel toate forțele Zerg sub controlul lui Kerrigan. Zeratul încearcă s-o salveze pe Raszagal, dar jucătorul împiedică evadarea lor, iar Zeratul în cele din urmă o omoară pe Raszagal când devine clar că a fost spălată pe creier în mod ireversibil de Kerrigan. În acel moment, devine clar că revolta lui Aldaris din primul episod a fost o încercare de a opri pe Raszagal, ca să nu-i mai trădeze pe oamenii ei. La părăsirea planetei Char în căutarea lui Artanis, Zeratul dă peste o instalație genetică condusă de Duran, fără să știe Kerrigan, unde este dezvoltat un hibrid Protoss / Zerg. În același timp, Kerrigan este atacată pe Char de Dominion, UED și o flotă răzbunătoare condusă de Artanis. În ciuda faptului că este depășită, Kerrigan învinge toate cele trei flote și stârpește flota UED supraviețuitoare, ceea ce o face pe ea să fie puterea dominantă în acest sector. Înainte de eliminarea flotei UED, amiralul DuGalle trimite un mesaj final familiei sale înainte de a se sinucide cu pistolul.

## Unități noi

### Terran
- Medic -  Unitatea terestră responsabilă pentru vindecarea (recuperează puncte și/sau elimină stări nocive) rănilor unităților organice. Elimină stări nocive și în cazul unităților non-organice. Poate orbi inamicii (Optical Flare) sau poate restabili starea inițială a diferitelor unități (Restoration). Nu are capacitatea de atac militar direct.
- Walkirie - navă cu atac aerian capabilă să producă daune simultan împotriva mai multor unități aeriene

### Zerg
- Devourer - Evoluează din Mutalisk. Atacă numai unități aeriene și este capabil să utilizeze acid pentru a reduce temporar apărarea inamicului.
- Lurker - Evoluează din Hydralisk și poate ataca mai multe unități terestre cu spini numai când este ascuns în pământ.

### Protoss
- Dark Archon - unitate creată din unirea a doi dark templar. Inițial are doar caracteristica feedback - aceea de a scurge din sănătatea unităților cu caracteristici speciale (cum ar fi medicul sau Corsair).  Nu are capacitatea de atac militar direct. După realizarea unor cercetări poate controla alte unități (mind control - cea mai importantă abilitate a sa), poate îngheța temporar alte unități (maelstrom). Unitatea controlată mental devine unitate a jucătorului astfel încât jucătorul poate controla la un moment dat toate 3 rasele și poate avea 600 populație maxim (populație 200 fiind limita normală a jocului).
- Corsair -  navă cu atac aerian capabilă să producă daune simultan împotriva mai multor unități aeriene, loviturile sale nu sunt foarte puternice, dar posedă o rată mare de foc.  După realizarea unor cercetări poate crea o rețea care împiedică alte unități sau clădiri să atace
- Dark Templar - asasin foarte puternic aflat într-o stare permanentă de invizibilitate. Înarmați cu tehnologia săbiilor psionice,  templierii întunecați duc o luptă necruțătoare pentru a-și proteja rasa și secretele antice ale triburilor. Două unități unite creează un Dark Archon.

## Primire
StarCraft: Brood War a fost foarte bine primit de critici după cum reiese din scorurile de 96% și 87%  obținute pe site-urile GameRankings și Mobygames.  La 31 mai 2007, peste 10 milioane de copii ale jocului StarCraft și ale expansiunii sale au fost vândute.